# Kościół Matki Bożej Częstochowskiej w Licheniu Starym
Kościół Matki Bożej Częstochowskiej w Licheniu Starym – kościół filialny rzymskokatolickiej parafii św. Doroty w Licheniu Starym.

## Historia

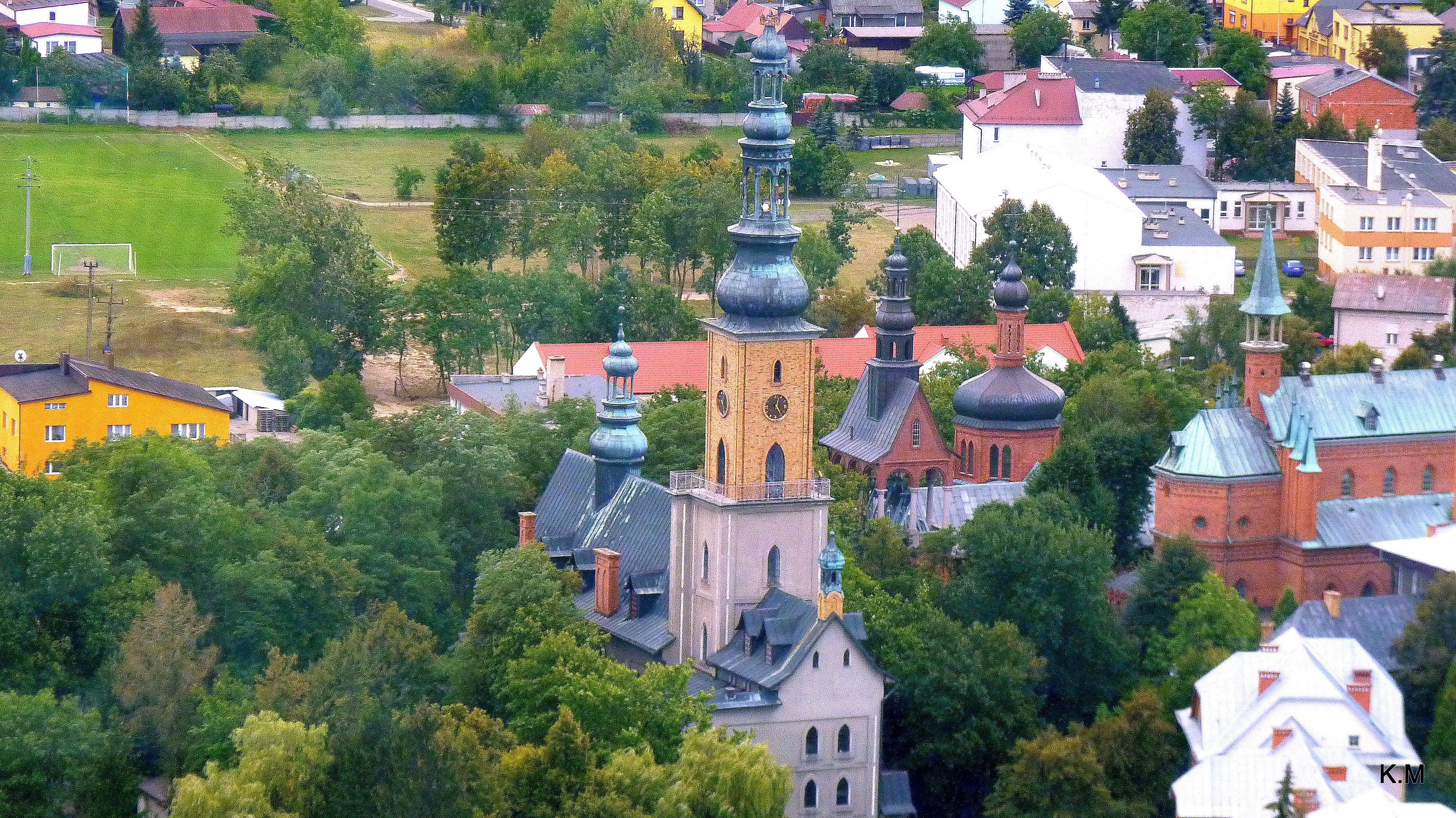
Widok na kościół

Pierwotnie w miejscu dzisiejszej świątyni znajdował się drewniany kościół parafialny z 1728 r. 29 września 1852 r. do kościoła sprowadzono z Lasu Grąblińskiego kopię obrazu Matki Bożej z Rokitna, przy którym objawień Maryi doświadczał Mikołaj Sikatka, a który wcześniej przywiózł w okolice Lichenia Tomasz Kłossowski. W 1858 r. kościół Matki Bożej Częstochowskiej utracił funkcję parafialnego na rzecz nowo wybudowanego, większego kościoła św. Doroty, przy którym z czasem powstało sanktuarium maryjne.
Kościół po utracie funkcji sakralnych niszczał i z czasem uległ ruinie. Został odbudowany w obecnej formie w latach 1969–1971. Od tego czasu pełni funkcję kościoła filialnego. 
W 1983 r. na chór muzyczny przeniesiono z kościoła św. Doroty zabytkowe organy firmy Gebrüder Walter z Góry Śląskiej (wybudowane w 1870 r. jako numer 77 w katalogu firmy; 9 głosów realnych, 1 manuał i pedał, mechaniczne traktury gry i rejestrów). 
Świątynia składa się obecnie z dwóch części: górnej i dolnej. W części dolnej znajduje się kaplica Krzyża Świętego, gdzie przechowywany jest krucyfiks, który został ostrzelany z pistoletu przez Bertę Bauer – niemiecką nauczycielkę z licheńskiej szkoły Hitlerjugend w 1944 r.

## Literatura
- Eugeniusz Makulski: Sanktuarium w Licheniu. Wrocław: Wydawnictwo ZET, 1998. ISBN 83-87841-03-X. Brak numerów stron w książce